# Bai Ji Guan

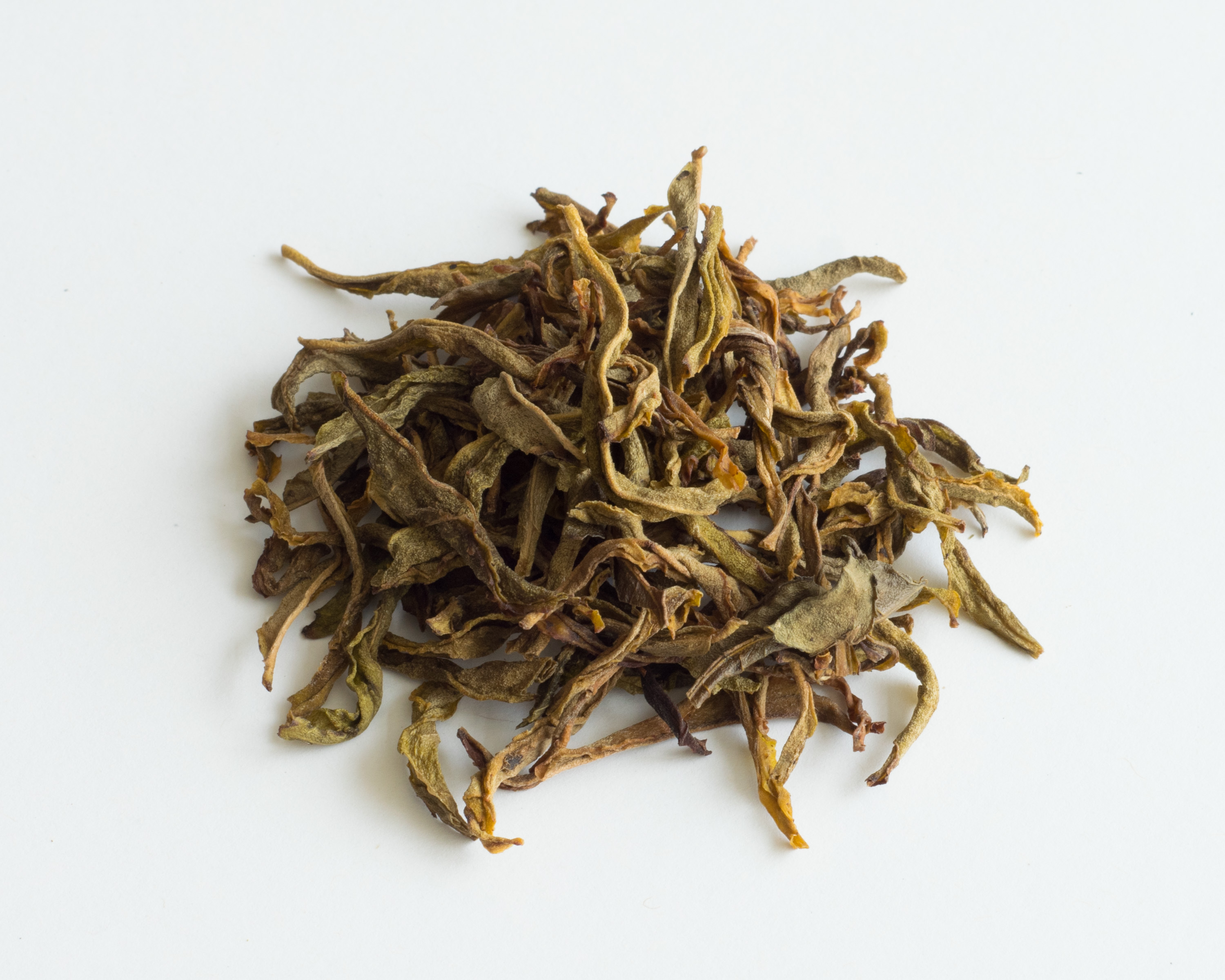
Bai Jiguan

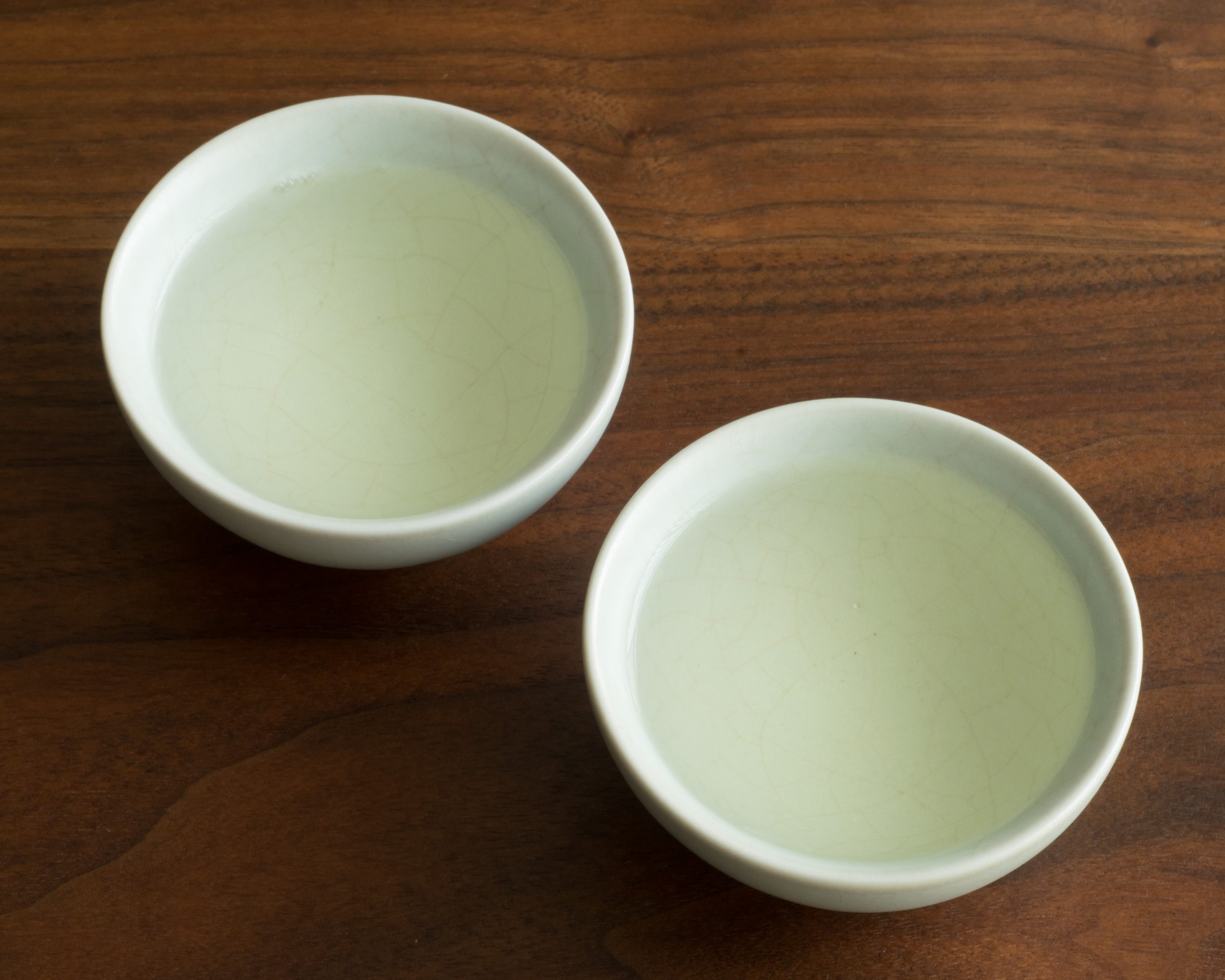
Aufguss

Bai Ji Guan, auch  Bai Jiguan, (chinesisch 白雞冠 / 白鸡冠, Pinyin bái jīguān, W.-G. pai2-chi1-kuan1 – „Weißer Hahnenkamm“) ist ein leichter Oolong-Tee aus dem Wuyi-Gebirge. Er wird weniger stark fermentiert als andere Sorten der „Felsentees“ aus Wuyi. Die Teesorte zählt zu den „Vier berühmten Teebüschen“ (四大名欉,  sì dà mingcong b=Vier Große Büsche) des Wuyi-Gebirges im Nordwesten der Provinz Fujian und somit zu den ursprünglichen Teepflanzen, aus deren Blättern Oolong-Tee gewonnen wird.

## Legende zum Namensursprung
Der Legende nach erhielt dieser Tee seinen Namen von einem Mönch, der beobachtet hatte, wie ein Hahn sein Küken mutig vor einem Adler beschützt hatte. Dabei verlor er sein Leben und wurde von dem Mönch begraben. Aus dem Grab des Hahns wuchs ein Teestrauch, dessen Blätter den ersten Bai Jiguan erbrachten.

## Charakteristika
Im Gegensatz zu den meisten Wuyi-Tees sind die frischen Blätter dieses Tees eher gelblich als grün oder braun gefärbt. Dies ist auf das Wachstumsverhalten der Teepflanze unter unterschiedlichen Lichtverhältnissen zurückzuführen: Wird die Teepflanze unter starkem Lichteinfluss kultiviert, weisen ihre Blätter einen reduzierten Chlorophyll-Gehalt auf; unter schattigeren Wachstumsbedingungen ist ihr Chlorophyllgehalt normal. Eine genetische Analyse zeigte 2016, dass die Cultivare, aus denen Bai Jiguan gewonnen wird, eng verwandt sind mit denen des Da Hong Pao aus der gleichen Region.